# Cis tricornis
Cis tricornis es una especie de coleóptero de la familia Ciidae.

## Distribución geográfica
Habita en Panamá y México.